# Охотники за растениями
«Охотники за растениями или Приключения в Гималайских горах» (англ. The Plant Hunters; or, Adventures Among the Himalaya Mountains) — роман Майн Рида, написанный им в 1857 году. Впервые опубликован в том же году лондонским издательством Ward and Lock.
Томас Майн Рид посвятил её одному из своих учителей — Дэвиду Макки.
Вместе с «Ползунами по скалам» входит в так называемую «Гималайскую дилогию».

## Персонажи романа
- Карл Линден, ботаник, политический эмигрант из Баварии, сотрудник ботанического питомника в Лондоне.
- Каспар Линден, брат Карла, охотник, отправился вместе с ним в экспедицию. Хозяин пса Фрица.
- Оссару, индиец-проводник.

## Краткое содержание
Действие романа происходит в Бенгалии и Гималаях. Баварец Карл Линден, студент одного из немецких университетов, принял участие в восстании 1848 г. После подавления революции он бежал в Лондон, где он устроился на работу в питомник. Его отправляют в командировку в Индию за редкими растениями. Карл берёт с собою своего брата Каспара и они плывут в Калькутту. Там братьям дают в проводники местного жителя — охотника Оссару. Втроём они добираются до Гималаев. В горах, преследуя кабаргу, они забираются в ущелье, пройдя по каменной плите, пересекающей пропасть. Сошедший с гор ледник обрушивает плиту в пропасть, охотники оказываются в ловушке. В поисках другого выхода из ущелья они идут по следу кабарги и оказываются в горной долине у подножия горы Чомо-Лари, окружённой неприступными скалами.
Друзья решают перебраться через пропасть. Измерив ширину трещины, они делают мост из двух стволов деревьев. Перебравшись по нему через пропасть, идут дальше, но вдруг обнаруживают, что выход перекрыт ещё одной трещиной, ещё более широкою. Вернувшись в долину, герои начинают искать прохода в скалах. Обнаружив пещеру медведя, они отправляются на охоту за ним. Охотникам удаётся застрелить зверя, но вдруг они обнаруживают, что заблудились в подземном лабиринте. Наконец, изготовив свечи из медвежьего жира, герои выбираются из пещеры.
Спустя некоторое время они предпринимают тщательное обследование пещеры, отыскивая там подземный выход из долины. Но всё тщетно — все ходы оказались тупиковыми. Вернувшись из пещеры в свою хижину, они решают пока остаться в долине. «Нас здесь трое, и мы будем поддерживать друг друга. Постараемся же найти какой-нибудь другой выход, а пока эта долина пусть будет нашим домом!», — говорит Карл. Продолжение этой истории — «Ползуны по скалам или хижина затерянная в Гималаях».

## Переводы и издания на русском языке
Роман впервые опубликован на русском языке в 1863 году в санкт-петербургской типографии товарищества «Общественная польза» под названием «Охотник за растениями». В 1886 году издательством В. И. Губинского напечатало это произведение Майн Рида под названием «Тайны Великой Индии». Краткая версия имени романа — «Охотники за растениями» была впервые использована на русском языке в переводе, вышедшем в 1896 году в типографии Сытина.
В 1930 году роман был издан в рамках публикации собрания сочинений Томаса Майн Рида в переводе и под редакцией Осипа Эмильевича Мандельштама.
В 1957 году в издательстве «Детгиз» роман впервые опубликован на русском языке под своим полным названием «Охотники за растениями, или Приключения в Гималайских горах».